# Cidadania do Mercosul

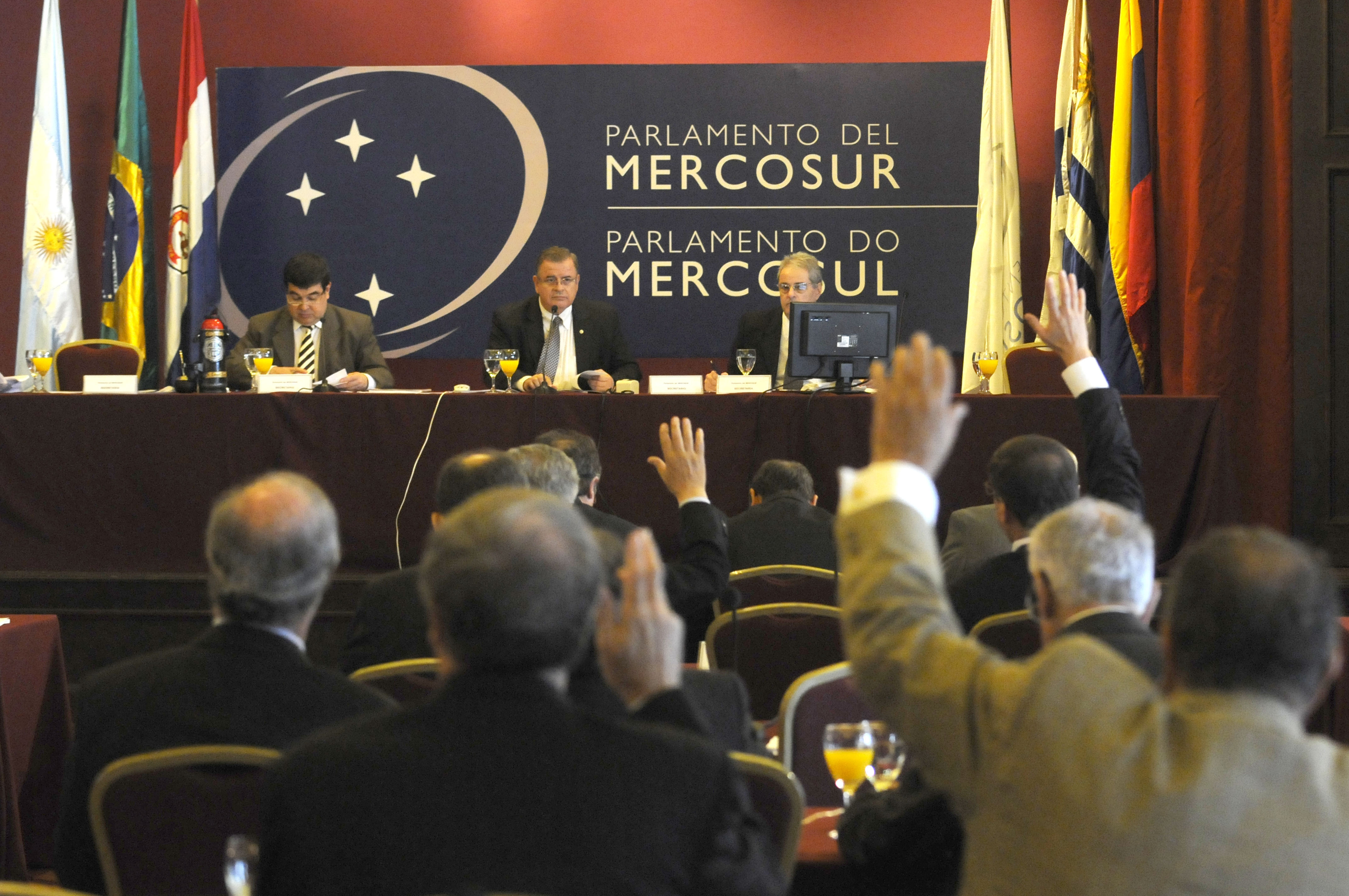
Sessão em 2010 do Parlamento do Mercosul

A cidadania do Mercosul é concedida aos cidadãos elegíveis dos Estados-membros do Mercado Comum do Sul (MERCOSUL). Ela foi aprovada em 2010, através do Estatuto da Cidadania, e deve ser implementada plenamente pelos países integrantes em 2021, quando o programa será transformado em um tratado internacional incorporado ao ordenamento jurídico nacional dos países, sob o conceito de “Cidadão do Mercosul”.
Os cidadãos do Mercosul tem direito à livre circulação, residência e emprego em todo o bloco e nos cinco países associados. Os cidadãos ainda possuem livre transporte de bens, serviços e dinheiro, bem como a igualdade de direitos, harmonização dos sistemas previdenciários e das leis trabalhistas.

## Histórico
O projeto político associado ao Consenso de Buenos Aires levou às prioridades do Mercosul os assuntos sociais, políticos e cidadãos. Nesse sentido, as ações desenvolvidas foram alvo de uma sistematização com propósitos de visibilidade e divulgação dos avanços e benefícios da cidadania do Mercosul em linguagem simples. Dessa maneira, a Comissão de Representantes Permanentes do Mercosul (CRPM) publicou em julho de 2010 a Cartilha da Cidadania do Mercosul com normas regionais em vigor atinentes ao cotidiano. Meses depois, o Conselho do Mercado Comum (CMC) estabeleceu o plano de ação para conformação do Estatuto da Cidadania do Mercosul (PA-ECM) por meio da Decisão CMC n. 64 de 2010. Mais que um exercício de divulgação, o PA-ECM estimulou a perspectiva centrada na pessoa cidadã nas discussões de variados órgãos do Mercosul e o reconhecimento de direitos da cidadania mercosulina.
A Cartilha de 2010 foi reeditada em 2016 e ganhou um endereço eletrônico próprio. Por sua vez, o CMC recomendou a disponibilização permanente da cartilha “Trabalhar no MERCOSUL”, de elaboração do Subgrupo de Trabalho n. 10 "Assuntos Trabalhistas, Emprego e Seguridade Social" (SGT-10). E o Subgrupo de Trabalho n. 18 "Integração Fronteiriça" (SGT-18) colocou em seu plano de trabalho para o biênio 2019-2020 a elaboração de uma "cartilha do cidadão fronteiriço", em parceria com a CRPM, a Secretaria do Mercosul e sua Unidade de Comunicação e Informação (UCIM). Em meados da década de 2010, ocorreram mudanças de prioridades no Mercosul, ascendendo assuntos econômico-comerciais sobre os demais, ainda que o compromisso do início da década de 2000 tenha se mantido em algum grau com o estímulo do PA-ECM.
Finalmente, o Estatuto da Cidadania do Mercosul (ECM) foi lançado em 2021, como parte das comemorações dos 30 anos de fundação do bloco sul-americano. Seguindo aquela perspectiva, o ECM compila direitos e benefícios estabelecidos regionalmente. Assim, continua o trabalho da Cartilha de 2010 e ainda adicionou novos temas como eixos específicos, a exemplo da integração fronteiriça. Posterior ao lançamento do Estatuto, o Mercosul atuou com a divulgação do mesmo e, em dezembro de 2023, a Declaração sobre o Estatuto da Cidadania do Mercosul orientou a continuidade e ampliação do Estatuto com um novo plano de ação elaborado pela CRPM.